# 96 (nombre)
Le nombre 96 (quatre-vingt-seize ou nonante-six) est l'entier naturel qui suit 95 et qui précède 97.

## En mathématiques
Le nombre 96 est :
- le quatrième nombre à être cinq fois brésilien (ou 5-brésilien) car 96 = 8811 = 6615 = 4423 = 3331 = 2247 ;
- un nombre intouchable et un nombre octogonal.

## Dans d'autres domaines
Le nombre 96 est aussi :
- l'année 96 (voir aussi -96 et 1996) ;
- le numéro atomique du curium ;
- le numéro de l'Interstate 96, une autoroute de l'État du Michigan ;
- le nom d'une ville, Ninety Six, dans le Comté de Greenwood (Caroline du Sud) ;
- Écrit en base 10, il possède une symétrie centrale ;
- Le numéro de la sourate al-ʿalaq dans le Coran ;
- Il n'existe plus de numéro de département français pour 96, qui correspondait à l'Ourthe entre 1795 et 1814 et fut ensuite utilisé par l'Insee entre 1943 et 1954 pour le protectorat de Tunisie. Cinq des numéros 91 à 96 correspondant aux anciennes colonies d'Afrique du Nord ont été par la suite attribués aux départements créés par la partition des départements de la Seine et de Seine-et-Oise. Le numéro 96 n'a pas été utile à cette occasion et les départements d'outre-mer, qui utilisaient le numéro 97, l'ont conservé ;
- Ligne 96 (Infrabel) ;
- Le numéro 96 est le symbole du Liverpool FC, 96 étant le nombre de victimes décédées lors de la Tragédie de Hillsborough.
- Il est utilisé dans les paroles de That’s my people du groupe de rap NTM.